# Asako Takakura
Asako Takakura (高倉 麻子, Takakura Asako, Fukushima, 19 april 1968) is een Japans voormalig voetbalster.

## Carrière
Takakura speelde voor onder meer Yomiuri Beleza.
Zij nam met het Japans vrouwenvoetbalelftal deel aan de WK 1991. Daar stond zij in alle drie de wedstrijden van Japan opgesteld. Japan werd uitgeschakeld in de groepsfase. Zij nam met het Japans deel aan de WK 1995. Japan werd uitgeschakeld in de eerste knock-outronde door de Verenigde Staten. Zij speelde in alle vier wedstrijden. Zij nam deel aan de Olympische Zomerspelen in 1996, en daar stond zij in alle drie de wedstrijden van Japan opgesteld. Japan werd uitgeschakeld in de groepsfase.

## Statistieken
| Japans vrouwenvoetbalelftal | Japans vrouwenvoetbalelftal | Japans vrouwenvoetbalelftal |
| Jaar                        | Wed.                        | Dlp.                        |
| --------------------------- | --------------------------- | --------------------------- |
| 1984                        | 3                           | 0                           |
| 1985                        | 0                           | 0                           |
| 1986                        | 11                          | 3                           |
| 1987                        | 3                           | 4                           |
| 1988                        | 3                           | 0                           |
| 1989                        | 6                           | 3                           |
| 1990                        | 4                           | 2                           |
| 1991                        | 12                          | 4                           |
| 1992                        | 0                           | 0                           |
| 1993                        | 5                           | 6                           |
| 1994                        | 7                           | 2                           |
| 1995                        | 9                           | 0                           |
| 1996                        | 10                          | 0                           |
| 1997                        | 0                           | 0                           |
| 1998                        | 0                           | 0                           |
| 1999                        | 6                           | 5                           |
| Totaal                      | 79                          | 29                          |